# Erweiterung Josinskyluch - Krumme Spree
Erweiterung Josinskyluch - Krumme Spree este o arie protejată (arie specială de conservare — SAC, sit de importanță comunitară — SCI) din Germania întinsă pe o suprafață de 68,32 ha, integral pe uscat.

## Localizare
Centrul sitului Erweiterung Josinskyluch - Krumme Spree este situat la coordonatele 52°07′08″N 13°57′14″E / 52.1189°N 13.9539°E.

## Înființare
Situl Erweiterung Josinskyluch - Krumme Spree a fost declarat sit de importanță comunitară în septembrie 2000.

## Biodiversitate
Situată în ecoregiunea continentală, aria protejată conține 5 habitate naturale: Cursuri de apă de la nivel de câmpie la nivel montan, cu vegetație Ranunculion fluitantis și Callitricho-Batrachion, Liziere de ierburi înalte hidrofile de câmpie și de nivel montan până la alpin, Fânețe de joasă altitudine (Alopecurus pratensis, Sanguisorba officinalis), Păduri acidofile de stejar bătrân cu Quercus robur pe câmpii nisipoase, Păduri aluvionare cu Alnus glutinosa și Fraxinus excelsior (Alno-Padion, Alnion incanae, Salicion albae).
La baza desemnării sitului se află mai multe specii protejate:
- amfibieni (1): buhai de baltă cu burta roșie (Bombina bombina)
- mamifere (2): castor (Castor fiber), vidră de râu (Lutra lutra)
- nevertebrate (2): fluturele purpuriu (Lycaena dispar), Unio crassus
- pești (3): avat (Aspius aspius), țipar (Misgurnus fossilis), boarță (Rhodeus sericeus amarus)

Pe lângă speciile protejate, pe teritoriul sitului au mai fost identificate 1 specie de plante.